# Морлео, Аркимеде
Аркимеде Морлео (итал. Archimede Morleo; род. 26 сентября 1983, Мезанье, Италия) — итальянский футболист, левый защитник.

## Карьера
Аркимеде Морлео родился в Мезанье, Апулия. Начал свою футбольную карьеру в «Лечче». В 2002 году он был отдан в аренду «Каррарезе», в 2003 — «Соре». В конце сезона 2003/04 Серии C1 клуб приобрёл его в совместном владении, но в 2005 году «Сора» обанкротилась, а Морлео перешёл в «Атлетико Рим», который выступал в Серии C2.
Через год он присоединился к «Катандзаро». В сезоне 2007/08 годов из-за травмы пропустил несколько месяцев и сыграл всего 14 игр.
В июне 2008 года его приобрёл «Удинезе» и перепродал в «Кротоне». В 2009 году «Кротоне» повысился из серии С1 в Серию B и приобрёл 50 % прав на него. В сезоне 2009/10 Морлео появлялся на поле 37 раз, а его клуб занял восьмое место в турнирной таблице.
В июле 2010 Аркимеде Морлео подписал контракт с «Болоньей». Несмотря на то, что на его футболке был номер 3, в сезоне 2010/11 он не был в основном составе, сыграл всего 9 матчей. Позднее стал одним из основных игроков «Болоньи» и капитаном команды, сыграл за неё более 120 матчей.